# José Ernesto dos Santos Sobrinho
José Ernesto dos Santos Sobrinho (Solânea, 1 de junho de 1954) é um político brasileiro.
Diliado ao PMDB, exerceu o cargo de prefeito de Arara.

## Carreira política
- 1976: Filiado ao MDB, elege-se vereador de Arara.[carece de fontes?]
- 1996: Já no PMDB, elege-se prefeito de Arara[carece de fontes?].
- 2004: Eleito pela segunda vez prefeito de Arara[carece de fontes?].
- 2008: É eleito pela terceira vez prefeito de Arara[carece de fontes?].

### Condenação
Em 2013, José Ernesto foi condenado por improbidade administrativa à perda dos direitos políticos (por três anos) e a multa. O Ministério Público Federal de Campina Grande recorreu, visando a ampliação das penas, incluindo perda da função pública e vedação de contratar como o poder público.